# Call of Duty: World at War
Call of Duty: World at War – gra komputerowa z gatunku first-person shooter w realiach II wojny światowej, wyprodukowana przez amerykańskie studio Treyarch i wydana przez Activision. Jest to piąta część serii gier Call of Duty. Gra ukazała się 11 listopada 2008 roku w Ameryce Północnej, a 14 listopada 2008 roku – w Europie, a została wydana na komputery osobiste oraz konsole Xbox 360, PlayStation 3 i Wii; specjalne wersje gry opublikowano na konsolach Nintendo DS i PlayStation 2.
Akcja gry ma miejsce w latach 1942–1945. Gracz kieruje trzema żołnierzami: Amerykaninem C. Millerem z US Marine walczącym na wyspach Oceanu Spokojnego, podoficerem US Navy Locke’iem i Rosjaninem Dmitrijem Petrenką z Armii Czerwonej, biorącym udział w walkach na froncie wschodnim. W stosunku do poprzedniej części serii, Call of Duty 4: Modern Warfare, gra powraca do tematyki II wojny światowej, zwiększono też poziom brutalności występujący podczas rozgrywki.
Call of Duty: World at War została pozytywnie przyjęta przez krytyków, osiągając średnią ocen wynoszącą około 85% na wszystkich platformach siódmej generacji według agregatora GameRankings. Chwalono oprawę audiowizualną, natomiast kontrowersje wzbudziła brutalność gry, jak również powtarzalność rozgrywki względem poprzednich części serii. Gra odniosła sukces komercyjny: do 15 czerwca 2009 roku sprzedano 11 milionów egzemplarzy.

## Fabuła

### Bohaterowie
Podczas kampanii jednoosobowej w wersjach na Microsoft Windows, PlayStation 3 i Xboksa 360 gracz przejmuje kontrolę nad trzema postaciami z perspektywy pierwszoosobowej. Jedynie dwaj bohaterowie, szeregowy C. Miller i szeregowy Dmitrij Petrenko, są dostępni w wersji na Wii. Początkowo gracz wciela się rolę szeregowego C. Millera z 1 Dywizji Korpusu Piechoty Morskiej Stanów Zjednoczonych, walczącego na Pacyfiku. Zostaje on schwytany przez Japończyków, lecz ratuje go kapral Roebuck (głosu użyczył mu Kiefer Sutherland) i jego ludzie z drużyny Marine Raiders, podczas rajdu na wyspę Makin. Wśród innych ważnych niegrywalnych postaci z jednostki Marine Raiders znajdują się sierżant Tom Sullivan i szeregowy Polonsky (głosu użyczył mu Aaron Stanford). Sullivan ginie w trakcie kampanii, a Roebuck bądź Polonsky – w zależności od czynów gracza. Szeregowy Dmitrij Petrenko, drugi grywalny bohater, walczy na froncie wschodnim wraz z sierżantem Wiktorem Reznowem (głosu użyczył mu Gary Oldman). Petrenko podczas walk w Stalingradzie zabija generała Heinricha Amsela (fikcyjną postać, odpowiedzialną za zbrodnie wojenne popełnione na terenie Związku Radzieckiego), a pod koniec kampanii, w trakcie bitwy o Berlin, zawiesza Sztandar Zwycięstwa na Reichstagu. Towarzyszy mu szeregowy Czernow, który jest zszokowany panującą na wojnie brutalnością. Czernow zostaje podpalony przez niemieckiego piechura z miotaczem ognia. Wszyscy ci żołnierze należą do 3 Armii Uderzeniowej, a ich zwierzchnikiem jest komisarz Markow. Trzecią grywalną postacią jest podoficer Locke, operator broni pokładowej na łodzi latającej PBY Catalina. Ten ostatni bohater nie występuje w wersji na Wii.

### Streszczenie
Gra rozpoczyna się na wyspie Makin nocą 17 sierpnia 1942 roku. Szeregowy marine C. Miller staje się świadkiem tortur i egzekucji swego towarzysza, szeregowego K. Pyle’a, przez Japończyków. Ci zmierzają do zabicia Millera, ten jednak zostaje uratowany przez drużynę Marines, dowodzoną przez kaprala Roebucka i sierżanta Toma Sullivana, która przypuściła atak w ramach rajdu na Makin. Następna misja ma miejsce dwa lata później na początku bitwy o Peleliu. Po przełamaniu linii obrony Japończyków na plaży Peleliu Miller niszczy dwa czołgi Typ 97 Chi-Ha przy pomocy ostrzału rakietowego, umożliwiając czołgom amerykańskim atak. Pod koniec misji sierżant Sullivan zostaje zabity przez żołnierza japońskiego za pomocą bagnetu. Roebuck, awansowany wtedy na sierżanta, wraz ze swoją drużyną posuwa się naprzód przez bagna Peleliu, by w szturmie na japońskie lotnisko zniszczyć działka przeciwlotnicze.
Akcja gry przenosi się wtedy na front wschodni, 17 września 1942 roku podczas bitwy stalingradzkiej. Szeregowy Dmitrij Petrenko odzyskuje przytomność w fontannie, akurat kiedy niemieccy żołnierze zabijają jego rannych towarzyszy. Gdy Niemcy odchodzą, Dmitrij spotyka sierżanta Wiktora Reznowa, innego ocalałego, który mówi mu o swym zamiarze zabicia niemieckiego generała Amsela, odpowiedzialnego za masakrę. Po zabiciu kilku wrogich żołnierzy stojących mu na drodze, Dmitrij idzie za Reznowem przez budynki i ulice, po czym obaj spotykają się z resztą jednostki Dmitrija, która właśnie ma zaatakować stanowisko komunikacyjne generała. Po uzbrojeniu się Reznow wyrusza, by zabić niemieckiego generała. Podczas szturmu Dmitrijowi udaje się zabić Amsela. Dmitrij oraz Reznow uciekają i wskakują do rzeki Wołgi. Kolejna misja ma miejsce w 1945 podczas bitwy o wzgórza Seelow niedaleko Berlina. Dmitrij zostaje wcześniej schwytany przez niemieckich żołnierzy w opuszczonym domu. Zostaje uratowany, gdy żołnierze Armii Czerwonej atakują ten obiekt. Reznow i jego podwładny Czernow wchodzą do domu i wyzwalają Dmitrija. Siły radzieckie atakują niemieckie linie obrony i zdobywają obóz wojskowy wroga.
Gra następnie powraca do scenerii Pacyfiku. Na Peleliu Amerykanie kontynuują natarcie w głąb wyspy. Miller i jego jednostka likwidują załogi wrogich moździerzy, torując drogę czołgom. Następnie po przejściu przez podziemne tunele Amerykanie atakują twierdzę Japończyków, umożliwiając tym samym natarcie amerykańskich statków. Wyspa Peleliu zostaje przejęta przez Amerykanów.
Następna misja kampanii powraca do Europy Wschodniej, gdy Dmitrij i Reznow prowadzą czołgi T-34, szturmujące niemieckie linie obrony. Siły radzieckie wtedy wsiadają do pociągu prowadzącego do Berlina. Po przybyciu na przedmieścia Berlina atakują niemieckich żołnierzy, rozpoczynając zasadniczą bitwę o niemiecką stolicę. Następnie nacierają na ulice, zabijając każdego wrogiego żołnierza stojącego im na drodze i nie biorąc jeńców. W końcu radzieccy żołnierze docierają do wejścia na metro w Berlinie, gdzie tamtejsi żołnierze próbują się poddać. Reznow nie przyjmuje kapitulacji i daje Dmitrijowi wybór: zastrzelenie Niemców lub podpalenie ich koktajlem Mołotowa. Żołnierze radzieccy następnie wkraczają do metra i toczą walkę z Niemcami wokół peronów – do chwili, gdy fala zalewa tunel. Dmitrij, który nie potrafi uniknąć nadciągającej fali, niemal zostaje zatopiony.
Akcja gry znów przenosi się na Pacyfik podczas bitwy o Okinawę, gdy gracz przejmuje kontrolę nad podoficerem Locke’iem znajdującym się na łodzi latającej PBY Catalina, biorącej udział w ataku na trzy statki towarowe. W powrotnej drodze do bazy flota amerykańska zostaje zaatakowana, co jest początkiem operacji Ten-gō. Przybywa wtedy PBY Locke’a, która jako jedyna jest w stanie udzielić pomocy rozbitkom. Podczas ratowania amerykańskich marynarzy przez załogę łodzi, Locke strzela do kutrów typu PT i samolotów kamikaze. W momencie, kiedy łódź jest już prawie zniszczona, nadciąga wsparcie lotnicze Amerykanów. W kolejnej misji drużyna Millera rozpoczyna lądowy szturm na Przełęcz Wana na Okinawie. Żołnierze oczyszczają bunkry z karabinami maszynowymi z Japończyków, umożliwiając natarcie amerykańskim czołgom. Przy prawie wygranej bitwie Amerykanie szturmują zamek Shuri. Po oczyszczeniu wejścia docierają do środka zamku. Tam napotykają poddających się żołnierzy japońskich. Jednakże gdy Roebuck i Polonsky przeszukują ich, odkrywają odbezpieczone granaty pod swoimi ubraniami. W związku z tym gracz musi dokonać wyboru: czy ocalić Roebucka, czy Polonsky’ego. Potem przybywają pozostałe siły amerykańskie wspierające drużynę i atakują pozostałych żołnierzy japońskich w środku zamku. Po tym, jak Miller wzywa ataki lotnicze na wrogie budynki, Amerykanie zajmują zamek Shuri.
Ostatnia misja rozpoczyna się, gry Reznow wyciąga Dmitrija z metra, by dokonać przegrupowania z piechotą radziecką. Wtedy Armia Czerwona naciera w stronę Reichstagu. Dmitrij niszczy cztery działa 88 mm, by umożliwić natarcie czołgom radzieckim. Następnie zdejmuje niemieckich żołnierzy broniących wejścia do Reichstagu. Podczas szturmu Czernow zostaje ciężko poparzony przez Niemca obsługującego miotacz ognia i nie jest w stanie dalej walczyć. Reznow, Dmitrij i inni żołnierze radzieccy oczyszczają Reichstag z jego obrońców i docierają na dach budynku. Dmitrij, zanim zdoła zmienić flagę nazistowską, zostaje postrzelony przez niemieckiego żołnierza, którego Reznow szybko zabija maczetą. Mimo ran Dmitrijowi udaje się zawiesić radziecką flagę, sygnalizującą zwycięstwo Sowietów.

## Rozgrywka
W Call of Duty: World at War gracz przejmuje kontrolę nad jednym z żołnierzy walczących na frontach II wojny światowej. Gracz obserwuje otoczenie gry z perspektywy pierwszej osoby; cele wskazuje mu kompas. Gra ma w miarę otwartą strukturę, możliwe jest bowiem wykonywanie misji na kilka sposobów.
Kierowany przez gracza bohater może przyjąć trzy postawy: stojącą, kucającą i leżącą; od przyjętej postawy zależy celność broni i szybkość poruszania się. Podczas rozgrywki gracz współpracuje z żołnierzami kierowanymi przez komputer, pomagającymi w czasie misji poprzez prowadzenie ognia, zabijanie wrogów i otwieranie przejść. Możliwe jest podnoszenie broni należącej do poległych żołnierzy. W przypadku, gdy obok gracza zostanie rzucony granat, gra pokazuje jego położenie.
Rozgrywka bazuje na systemie automatycznego zapisu, który dokonuje się w chwili przekroczenia punktu kontrolnego lub wykonania misji. Podobnie jak w Call of Duty 2, w World at War istnieje system regeneracji zdrowia poprzez odpoczynek. W przypadku otrzymania znacznych obrażeń przez postać gracza ekran staje się czerwony, natomiast odzyskanie zdrowia następuje po odczekaniu chwili.
Tryb gry jednoosobowej zawiera dwie kampanie: amerykańską mającą miejsce na wyspach Pacyfiku oraz radziecką od bitwy stalingradzkiej po walk o Berlin. Oprócz zadań wykonywanych w ramach oddziału piechoty są też misje, w których gracz kieruje pojazdami i działkami pokładowymi.
Powrót do tematyki II wojny światowej spowodował pojawienie się broni z tego okresu. Oprócz rodzajów broni znanych z Call of Duty i Call of Duty 2 pojawiły się miotacz ognia i bagnety, występują też m.in. karabin M1 Garand z granatem nasadkowym i karabin FG42.

### Gra wieloosobowa
Tryb gry wieloosobowej zawiera pięć trybów występujących w poprzednich częściach serii: Team Deathmatch, Capture the Flag, Domination, Search and Destroy i Headquarters. Oprócz nich występuje tryb War, w którym gracze walczą o punkty strategiczne rozstawione na mapie. Zachowany został wprowadzony w Call of Duty 4: Modern Warfare system zdobywania doświadczenia, które pozwala na awans w hierarchii i nowe rodzaje broni oraz zdolności.
Całkowicie nowymi trybami gry są tryb kooperacji i Nazi Zombies. Kooperacja pozwala na rozgrywanie misji z kampanii najwyżej czterem osobom. Istnieje jego odmiana polegająca na rywalizacji graczy, którzy za strzały w głowę lub zabicie wroga za pomocą noży otrzymują punkty. Tryb Nazi Zombies natomiast pojawia się po zaliczeniu kampanii jednoosobowej. W nim gracze rozpoczynają zabawę w domu obleganym przez zombie. Celem graczy jest jak najdłuższe przeżycie. Za zabijanie zombie i naprawianie barykad gracze otrzymują punkty, które mogą przeznaczyć na amunicję i nowe rodzaje broni.

## Tworzenie
World at War została zapowiedziana 23 czerwca 2008 roku przez Activision, które poinformowało, że gra zostanie wydana jesienią 2008 i będzie dla serii powrotem do tradycyjnej scenerii II wojny światowej. Prace nad grą trwały około dwóch lat, od zakończenia przez Treyarch prac nad inną grą studia, Call of Duty 3. Gra działa na zmodyfikowanej wersji silnika z Call of Duty 4: Modern Warfare, z kilkoma poprawkami wprowadzonymi do modelu fizyki. Otoczenie jest bardziej podatne na zniszczenia i mogą być podpalone za pomocą miotacza ognia lub koktajlu Mołotowa, po czym następuje rozprzestrzenianie się ognia. Dodane zostało rozczłonkowanie postaci, jak również realistycznie wyglądająca skóra oraz efekt zapalania się ubrań na żołnierzach.
Niedługo później Treyarch udostępniło narzędzia modyfikujące do Call of Duty: World at War. Niemal takich samych używano przy tworzeniu poprzednich gier z serii Call of Duty. W grze jako aktorzy głosowi wystąpili Kiefer Sutherland i Gary Oldman. Sutherland użycza głosu narratorowi i dowódcy drużyny z kampanii amerykańskiej, sierżantowi Roebuckowi, podczas gdy Oldman – sierżantowi Reznowi z kampanii radzieckiej.
Treyarch podczas prac nad grą korzystał z nowoczesnej technologii wskutek współpracy z Infinity Ward. Sekwencje motion capture w łodzi latającej PBY Catalina były nagrywane w szkielecie maszyny. Tekstury do gry powstawały poprzez skanowanie przedmiotów laserem.

### Udźwiękowienie
Ścieżka dźwiękowa do Call of Duty: World at War została skomponowana przez Seana Murraya. Został on zatrudniony po zachęcie ze strony Briana Tueya, reżysera audio studia Treyarch, z którym współpracował przy tworzeniu muzyki do True Crime: New York City. Sean Murray był także autorem muzyki do kolejnej gry Treyarch z serii, Call of Duty: Black Ops.
Do World at War została dodana nowa technologia okluzji, która zmienia brzmienie dźwięku wydanego przez pobliski obiekt w zależności od innych obiektów blokujących ten dźwięk, np. ścian. Gra zawiera wiele poziomów przytłumionego dźwięku, zależnych od obiektów, przez które dźwięk przepływa, np. będzie on bardziej stłumiony po przejściu przez grubą ścianę niż przez cienką. Po raz pierwszy w grze z serii Call of Duty gracz może stwierdzić różnicę pomiędzy głosem postaci chodzącej przed graczem a znajdującej się za nim, jak również między strzałem z daleka a tym z bliska, ale przy byciu schowanym za twardym obiektem.
Przy użyciu systemu nagrywania polowego stworzono także technologii Flux. Zespół World at War pojechała na pustynię z górami po obu stronach, aby przetestować częstotliwości dźwięku wydawanego przez typy broni z II wojny światowej. Mikrofony zostały umieszczone 55 metrów za bronią i 55 przed nią w celu przetestowania echa. Powstałe dźwięki zostały później przetworzone w studiu na potrzeby oprogramowania gry. Oznacza to, że gracz może sprecyzować np. miejsce wystrzału z karabinu wyborowgo, jak również dokąd został rzucony granat ręczny. System Flux jest połączony z systemem okluzji.

## Wydanie gry
Pierwszy zwiastun gry miał premierę na Xbox Live 21 czerwca 2008 roku, a na PlayStation Network pojawił się pięć dni później. Wersja beta trybu gry wieloosobowej została opublikowana na Xboksa 360 dnia 10 października 2008 roku. Wersja beta na komputery osobiste pojawiła się 28 października. Ci, którzy zamówili grę przed premierą w sklepach GameStop, GAME lub EB Games w Australii i Ameryki Północnej oraz byli członkami oficjalnej strony Call of Duty, otrzymali kody umożliwiające im pobranie obu wersji beta gry. Równolegle z wydaniem gry amerykańska wytwórnia zabawek McFarlane Toys wyprodukowała cztery rodzaje figurek żołnierzy. Trzy z nich przedstawiają żołnierzy US Marine Corps, a ostatnia – żołnierza brytyjskich sił specjalnych.
Edycja kolekcjonerska World at War została opublikowana 11 listopada 2008 roku w Ameryce Północnej i 14 listopada 2008 w Europie, czyli równolegle ze zwykłą wersją gry. Zawiera kilka dodatkowych przedmiotów, między innymi menażkę ze stali nierdzewnej z wygrawerowanym logo serii Call of Duty i metalową puszkę. Edycja kolekcjonerska daje również graczowi dostęp do zablokowanej broni i możliwość zdobycia podwójnej liczby punktów doświadczenia w trybie gry wieloosobowej, jak również specjalnie pokolorowaną etykietkę klanu oznaczającą status VIP-a. Ta wersja gry dostępna jest tylko na platformy Microsoft Windows i Xbox 360.
8 czerwca 2010 roku Call of Duty: World at War wraz z Call of Duty 2 i Call of Duty 3 weszła w skład pakietu Call of Duty: The War Collection, wydanego na Xboksa 360.

### Aktualizacje
26 lutego 2009 roku udostępniono aktualizację do wersji na Xboksa 360 i PlayStation 3, która dodawała nową mapę do trybu gry wieloosobowej, „Makin Day”. Łata usuwała błędy w niektórych mapach i ruchach gracza, a także dostarczała więcej informacji w widoku statystyk. Te same zmiany zawierała poprawka 1.2 do wersji na komputery osobiste.
19 marca 2009 roku Treyarch wydał pierwszy dodatek typu downloadable content, nazwany Map Pack 1. Zawierał on trzy mapy do trybu gry wieloosobowej (dwie – „Nightfire” i „Station” w Berlinie, jedna – „Knee Deep” na Peleliu), a także mapę do trybu Nazi Zombies zwaną „Verrückt” wraz z nowymi rodzajami broni. Map Pack 1 w ciągu pierwszego tygodnia od opublikowania na Xbox Live został sprzedany w liczbie 1 miliona egzemplarzy.
30 kwietnia 2009 roku Activision i Treyarch zapowiedziały Map Pack 2, który został wydany 11 czerwca. Zawiera on trzy dodatkowe mapy do trybu gry wieloosobowej: „Banzai” osadzoną w dżungli nad wodospadem, „Corrosion” w stacji kolejowej w Rosji oraz „Sub Pens” w zbombardowanej bazie japońskich łodzi podwodnych. Ponadto udostępniona została mapa „Shi No Numa” do trybu Nazi Zombies.
20 lipca 2009 roku Activision i Treyarch zapowiedziały Map Pack 3, który został wydany 6 sierpnia. Dodaje on trzy mapy do gry wieloosobowej: „Battery” umiejscowioną na wyspie na Filipinach, „Revolution” w rosyjskiej fabryce i „Breach” obejmującą tereny wokół Bramy Brandenburskiej. Ponadto zawiera on mapę do trybu Nazi Zombies, zatytułowaną „Die Riese”.
W wersji na komputery osobiste pakiety map były dostępne do darmowego pobrania wraz z łatami 1.4, 1.5 i 1.6.

### Inne wersje

#### Nintendo DS
Call of Duty: World at War na Nintendo DS została wyprodukowana przez n-Space, które użyło tego samego silnika co w poprzedniej jego konwersji, Call of Duty 4: Modern Warfare. Etapy w grze, tak jak w pierwowzorze na konsole siódmej generacji, są oparte na działaniach na froncie wschodnim i na Pacyfiku. Uwarunkowania techniczne konsoli pozwalają na większą interaktywność, pozwalającą między innymi na rozbrajaniu min, strzelaniu z broni ciężkiej i wykonywaniu skoków spadochronowych za pomocą rysika. Gra obsługuje tryb gry wieloosobowej liczący do 4 graczy. W porównaniu z Modern Warfare wprowadzono poprawki graficzne takie jak poprawa geometrii poziomu oraz szybkości reakcji na rozkaz sprintu, a dwuwymiarowe modele broni zastąpiono trójwymiarowymi (z wyjątkiem miotacza ognia).

#### PlayStation 2
Edycja na PlayStation 2, zatytułowana Call of Duty: World at War: Final Fronts i wyprodukowana przez Rebellion Developments, różni się od głównych wersji gry. Zawiera innych bohaterów oraz dodatkową kampanię brytyjską w trakcie przekraczania rzeki Ren. Gra oferuje 13 misji.

#### iPhone i iPod Touch
16 listopada 2009 roku został opublikowany spin-off gry na iPhone’a i iPoda, zatytułowany Call of Duty: World at War: Zombies. Jest on adaptacją trybu Nazi Zombies z głównych części serii.

## Odbiór gry
Call of Duty: World at War ogólnie otrzymała pozytywne recenzje. Według agregatora Metacritic wersja na PlayStation 3 ma średnią ocen wynoszącą 85 punktów, a na Xboksa 360 – 84 punkty. Opisując grę jako całość, Chris Watters z portalu GameSpot stwierdził, że powrót do tematyki II wojny światowej jest udany, ale grze brakuje nieco do doskonałości. Jason Ocampo ze strony IGN wywnioskował, iż gra jest solidnym, godnym zaufania shooterem przeznaczonym dla graczy o różnych umiejętnościach. Natomiast Ryan McCaffrey z pisma „Official Xbox Magazine” opisał grę bardziej jako dodatek niż samodzielną grę z serii, a Jerzy Poprawa z czasopisma „CD-Action” stwierdził, iż gra jest bardziej wytworem rzemieślniczym niż dziełem sztuki.
Jason Ocampo pochwalił Treyarch za umiejscowienie części akcji gry w realiach wojny na Pacyfiku. Za zaletę również uznał tryb kooperacji i rozbudowany tryb gry wieloosobowej. Chris Watters pozytywnie ocenił również grę Kiefera Sutherlanda i Gary’ego Oldmana, jak również określoną mianem przyzwoitej kampanię.
Gra była również negatywnie oceniana za różne aspekty rozgrywki. Jason Ocampo krytykował chaotyczną strukturę kampanii, która jego zdaniem burzyła narrację gry. Ryan McCaffrey negatywnie ocenił to, iż nawet nie próbowano uczynić gry bardziej innowacyjną od Call of Duty 4: Modern Warfare, ponadto ganił World at War za nieciekawą fabułę i niewielkie różnice pomiędzy obydwiema kampaniami. Chris Watters i Jerzy Poprawa negatywnie ocenili też fakt, iż część misji (np. polowanie na niemieckiego generała czy zdobycie Reichstagu) to zapożyczenia z poprzednich części serii.
Kontrowersje wzbudziła wysoka brutalność gry, wyrażająca się między innymi w odstrzeliwaniu kończyn, podrzynaniu gardeł i scenach egzekucji oraz tortur. Chris Watters pochwalił grę za ukazanie mrocznej strony wojny, a Anthony Gallegos z portalu 1UP.com stwierdził, że drastyczne sceny usuwają sztuczne ograniczenia z poprzednich części serii i ukazują prawdę o naturze ludzkiej. Natomiast Jerzy Poprawa uznał brutalność gry za epatowanie przemocą, nie zaś ukazywanie okrucieństwa wojny.

### Sprzedaż
Call of Duty była w listopadzie 2008 roku grą o największej sprzedaży w Stanach Zjednoczonych, wynoszącej 1.41 miliona egzemplarzy. Wersje na Xboksa 360 i PlayStation 3 plasowały się na 6. i 9. miejscu na liście gier o najwyższej sprzedaży w grudniu 2008, która wynosiła odpowiednio 1.33 miliona i 530 000 kopii. Edycja na Xboksa 360 z liczbą 2.75 miliona sprzedanych egzemplarzy znalazła się w Stanach Zjednoczonych na 6. miejscu na liście najczęściej kupowanych gier roku 2008, podczas gdy wersja na Wii – na 19. miejscu. Gra zyskała podobną popularność w Wielkiej Brytanii, plasując się na 3. miejscu na liście najczęściej kupowanych gier w tym kraju, tuż po Grand Theft Auto IV i Grand Theft Auto: San Andreas. W Polsce do listopada 2009 roku gra osiągnęła sprzedaż wynoszącą około 62 tysięcy kopii. Do czerwca 2009 roku ogólnie sprzedano 11 milionów egzemplarzy Call of Duty: World at War.